# Mitsui
Tập đoàn Mitsui (三井グループ Mitsui Gurūpu ?) là một trong những keiretsu lớn nhất ở Nhật Bản và là một trong những tập đoàn lớn nhất thế giới.
Các công ty lớn của nó bao gồm Mitsui & Co.(công ty kinh doanh tổng hợp), Sumitomo Mitsui Banking Corporation, Sapporo Breweries, Toray Industries, Mitsui Chemicals, Isetan Mitsukoshi Holdings, Sumitomo Mitsui Trust Holdings, Mitsui OSK Lines và Mitsui Fudosan.

## Lịch sử

### Thời Edo
Được thành lập bởi Mitsui Takatoshi (1622-1694), là người con trai thứ tư của một người bán hàng ở Matsusaka, mà bây giờ là quận Mie. Từ cửa hàng của mình, gọi là Echigoya (越 後 屋), cha của Mitsui Takatoshi ban đầu bán miso và điều hành một cửa hàng kinh doanh cầm đồ. Sau đó, gia đình mở một cửa hàng thứ hai tại Edo (bây giờ gọi là Tokyo).
Takatoshi chuyển đến Edo khi ông được 14 tuổi, và sau đó anh trai ông tham gia với ông. Bị đuổi trở lại Matsutaka bởi anh trai của ông, Takatoshi đợi 24 năm cho đến khi anh trai của ông chết trước khi ông có thể tiếp nhận các cửa hàng gia đình-Echigoya. Ông mở một chi nhánh mới vào năm 1673; một gofukuya (cửa hàng kimono) lớn ở Nihonbashi, một quận ở trung tâm của Edo. Nguồn gốc của lịch sử kinh doanh của Mitsui bắt đầu trong thời đại Enpō, đó là một nengō nghĩa là "sự thịnh vượng kéo dài".
Trong thời gian này, các bộ phận gofukuya tách ra từ Mitsui, bây giờ được gọi là Mitsukoshi. Theo truyền thống, gofukuyas cung cấp sản phẩm theo đơn đặt hàng; tới nhà của khách hàng để giao sản phẩm (thường là một người của tầng lớp xã hội cao hoặc những người đã thành công trong kinh doanh), một đơn đặt hàng được thực hiện, sau đó hoàn thành. Hệ thống kế toán đã được gọi là "giao dịch ký quỹ". Mitsui thay đổi bằng cách sản xuất các sản phẩm đầu tiên, sau đó bán chúng trực tiếp tại cửa hàng của mình với tiền mặt. Vào thời điểm đó, đây là một phương thức xa lạ tại Nhật Bản. Ngay cả khi các cửa hàng đã bắt đầu cung cấp hàng hóa khô cho chính phủ của thành phố Edo, bán hàng sử dụng tiền mặt vẫn chưa là một phương thức hành nghề kinh doanh phổ biến.
Vào khoảng thời gian này, chính phủ Edo đã ký một thỏa thuận kinh doanh với Osaka. Osaka sẽ bán các loại cây trồng và các vật liệu khác để nộp thuế điền địa của nó. Số tiền này sau đó được gửi đến Edo-nhưng di chuyển tiền là việc làm nguy hiểm ở thời kỳ phong kiến Nhật Bản. Năm 1683, Mạc phủ cấp phép cho trao đổi tiền (ryōgaeten) được thành lập tại Edo, điều đó giúp Mitsui trao đổi hàng hóa giảm thiểu các rủi ro.

### Sự hình thành của zaibatsu Mitsui
Sau khi Minh Trị Duy Tân, Mitsui là một trong những doanh nghiệp có thể mở rộng để trở thành Zaibatsu không đơn giản chỉ vì họ đã lớn và giàu lúc bắt đầu của sự phát triển công nghiệp hiện đại. Các công ty như Mitsui và Sumitomo được dẫn dắt bởi các nhà quản lý không thuộc gia đình như Minomura Rizaemon, người hướng dẫn các doanh nghiệp bởi dự báo chính xác tình hình chính trị và kinh tế sắp tới, bởi người quen với các quan chức cấp cao của chính phủ hoặc chính trị gia, và đầu tư táo bạo.
Kinh doanh chính của Mitsui trong giai đoạn đầu là vải len, tài chính và thương mại, là các kinh doanh được thừa kế từ thời kỳ Tokugawa. Nó được đưa vào khai thác vì nó có được một mỏ như tài sản thế chấp từ các khoản vay này đã được thực hiện, và một phần bởi vì nó có thể mua một mỏ với giá rẻ từ các chính phủ, Mitsui sau đó đa dạng hóa để trở thành doanh nghiệp lớn nhất tại Nhật Bản trước chiến tranh. Việc đa dạng hóa đã được thực hiện chủ yếu vào các lĩnh vực có liên quan để tận dụng khả năng tích lũy; Ví dụ, các công ty thương mại tham gia vào hóa chất để đạt được hội nhập về phía trước.
Ngày 01 Tháng 7 năm 1876, Ngân hàng Mitsui - ngân hàng tư nhân đầu tiên của Nhật Bản, được thành lập với Takashi Masuda (1848-1938) làm chủ tịch. Ngân hàng Mitsui mà sau sáp nhập với Ngân hàng Taiyo-Kobe vào giữa những năm 1980 đã trở thành một phần của Ngân hàng Sakura tồn tại như một phần của Tập đoàn Ngân hàng Sumitomo Mitsui. Trong những năm đầu thế kỷ 20, Mitsui là một trong những zaibatsu lớn nhất, hoạt động trong nhiều lĩnh vực.
Ngân hàng Mitsui đã trở thành công ty mẹ của zaibatsu Mitsui từ năm 1876. Nó đã được tham gia như là một công ty mẹ cuối cùng của Mitsui&Co và Mitsui Mining vào năm 1900, với các mối liên quan công nghiệp khác nhau thuộc sở hữu của tổ hợp khác nhau của các công ty và các công ty con của nó.
Khi Anh rút ra khỏi tiêu chuẩn vàng trong năm 1931, trong thời kỳ đỉnh cao của cuộc Đại suy thoái, Ngân hàng Mitsui và Mitsui & Co. được phát hiện đã suy đoán chung quanh các giao dịch. Đã làm nảy sinh một cuộc tranh cãi chính trị ở Nhật Bản và gây vụ ám sát giám đốc điều hành Mitsui Takuma Dan.

### Thế chiến thứ 2
Là một phần kế hoạch của Nhật Bản trong việc khai thác Trung Quốc, trong thập niên 1930 và thập niên 40 công ty con của Mitsui trong ngành công nghiệp thuốc lá đã bắt đầu sản xuất thuốc lá bằng cách sử dụng tên đặc biệt "Golden Bat" sau đó phổ biến trong các thương hiệu Viễn Đông.
Trong thế chiến 2, Mitsui sử dụng một số tù binh Mỹ làm lao động nô lệ, và một số người đã bị nhân viên Mitsui làm què chân tay.

### Phát triển sau chiến tranh như là một keiretsu
Năm 1947 và 1948, Tư lệnh tối cao Allied Powers ép chính phủ Nhật Bản dỡ bỏ mười tập đoàn zaibatsu lớn nhất, bao gồm Mitsui. Tập đoàn Mitsui, bây giờ chia thành nhiều công ty riêng biệt, tổ chức lại như là một liên minh ngang của các công ty độc lập trong những năm 1950, khi sự chiếm đóng Nhật Bản đã kết thúc và một số các công ty nhỏ hơn đã được cho phép tái liên hiệp. Các công ty trung tâm trong các keiretsu trở thành Mitsui Bank (Ngân hàng Mitsui) và Mitsui & Co.
Mitsui tụt hơi sau các đối thủ của nó là Mitsubishi và Sumitomo Group khi tổ chức lại. Mitsui Bank - trụ cột và cung cấp vốn chủ yếu của nhóm, giảm quy mô do sự sụp đổ của Ngân hàng Hoàng gia Nhật Bản, dẫn đến giảm sự gắn kết của các tập đoàn. Nhiều công ty đã từng là một phần của Tập đoàn Mitsui đã trở thành độc lập hoặc gắn với các tập đoàn khác. Cụ thể, Toshiba, Toyota Motors, và Suntory, từng là một phần của Tập đoàn Mitsui, trở thành độc lập, tập đoàn Toyota trở thành một tập đoàn đúng nghĩa của riêng của nó. Ishikawajima-Harima Heavy Industries hiện nay được coi là một phần của Tập đoàn Mizuho, và nhiều công ty trong Sumitomo Mitsui Financial Group đang liên hệ chặt chẽ hơn với Tập đoàn Sumitomo hơn Mitsui Group. Gần đây đã có dấu hiệu Mitsubishi UFJ Financial Group và Tập đoàn Mitsubishi có thể dùng các bộ phận khác của Sumitomo Mitsui Financial Group. Mitsukoshi sáp nhập vào Isetan, một cửa hàng bách hóa lớn với một ràng buộc chặt chẽ với Ngân hàng Tokyo-Mitsubishi UFJ, để tạo thành Isetan Mitsukoshi Holdings vào tháng 4 năm 2008.

## Cấu trúc tập đoàn
Các công ty đang liên kết với keiretsu Mitsui gồm Mitsui & Co., Sumitomo Mitsui Trust Holdings, Japan Steel Works, Mitsui Chemicals, Mitsui Construction Co., Mitsui Engineering and Shipbuilding, Mitsui Fudosan, Mitsui-gold, Mitsui Mining & Smelting Co.Ltd., Mitsui Oil Exploration Co. (MOECO), Mitsui O.S.K. Lines, Mitsui Petrochemical Industries Ltd., Mitsui-Soko, Mitsui Sumitomo Insurance Group, Oji Paper Company, Pacific Coast Recycling, Sumitomo Mitsui Banking Corporation, Taiheiyo Cement, Toray Industries, Toshiba Corporation, Tri-net Logistics Management, Mitsui Commodity Risk Management.

## Sách tham khảo
- Hall, John Whitney. (1970). Japan: From Prehistory to Modern Times in Delacorte World History, Vol. XX. New York: Delacorte Press. ISBN 0-297-00237-6
- Shinjō, Hiroshi. (1962). History of the Yen: 100 Years of Japanese Money-economy. Kobe: Research Institute for Economics & Business Administration, Kōbe University.